# 沢田慶輔
沢田 慶輔（さわだ けいすけ、1909年2月18日 - 1995年2月1日）は、日本の心理学者。東京大学名誉教授。生徒指導や学生相談の研究と普及に尽力した。

## 経歴
鹿児島県鹿児島市出身。鹿児島県立第一鹿児島中学校 (旧制)を経て、1928年第七高等学校造士館 (旧制)卒業、1931年東京帝国大学文学部心理学科卒業。
1933年から1939年、岩波書店嘱託として『教育学辞典』（全5巻）の編集にあたる。1938年から東京府大泉師範学校・東京第三師範学校に勤務
。学制改革により、1949年東京学芸大学教授。
1950年東京大学教育学部助教授に転任し、1952年東京大学教育学部教授に昇任。東京大学学生相談所初代所長も務めた。1969年3月東京大学を定年退官。
1969年年4月立教大学文学部教育学科教授就任、1974年立教大学を定年退職して南山短期大学教授就任、1977年創価大学教育学部教授に転任。日本教育心理学会名誉会員。

## 著書
- 『道徳教育と生活指導』光風出版 1960 新制道徳教育双書
- 『生活指導と道徳指導』文教書院 1964 人間形成選書
- 『道徳の授業研究』国土社 1965
- 『青少年の理解と指導原理』郵政省人事局要員訓練課編 通信教育振興会 1966
- 『生活指導論』文教書院 1981

## 共編著
- 『思春期の指導記録 事例研究の実践と解明』中村昇共著 同学社 1951
- 『教育研究手引』山田栄共編 高陵社書店 1955
- 『教育心理学』岡部弥太郎共編 東京大学出版会 1955
- 『人格の測定と診断』中西信男,村田宏雄共著 誠信書房 1956
- 『現代の言語心理学』波多野完治共編 牧書店 1957
- 『生活指導のあゆみ』宮坂哲文共編 小学館 1957 新教育の実践体系
- 『相談心理学 カウンセリングの理論と技術』編 朝倉書店 1957
- 『教育社会心理学講座』牛島義友共編 明治図書 1958
- 『小学校道徳授業の研究』勝部真長,内海巌共編 明治図書出版 1960
- 『新しい勉強のしかた 中学生をもつお母様方へ』小山田三郎共著 普通社 1961
- 『小学校指導要録の記入例と補助記録』石谷潔共著 光風出版 1961
- 『昭和36年度改訂新指導要録の解説と評価・記入法』編 新光閣書店 1961
- 『児童心理学』依田新共編 東京大学出版会 1961
- 『青年とモラル』勝部真長,田辺幸子共著 文教書院 1961 現代青年選書
- 『中学校指導要録の記入例と補助記録』下田迪雄共著 光風出版 1961
- 『中学生のすべて』改訂版 小山田三郎共著 普通社 1962 母と子の勉強室三部作
- 『カウンセリング高校時代 青春のため息50題』勝部真長共著 文教書院 1963
- 『文学の本だな 愛と勇気・真実と平和の物語』全9巻 鳥越信共編 国土社 1963
- 『教育相談 カウンセリング』井坂行男,勝部真長共著 文教書院 1964 共同研究
- 『生活指導』井坂行男,勝部真長共著 文教書院 1964 共同研究
- 『中学校道徳時間の展開』第1-3 大島康正共編 文教書院 1964
- 『道徳教育』井坂行男,勝部真長共著 文教書院 1964 共同研究
- 『現代の言語心理学』波多野完治共編 牧書店 1965
- 『教育事典』平塚益徳,吉田昇共編 小学館 1966
- 『講座生徒指導』全5巻 鈴木清,宇留田敬一共編 明治図書出版 1966
- 『青年心理学』編 東京大学出版会 1966
- 『道徳教育の研究』神保信一共著 国土社 1966 現代教職課程全書
- 『実践教育心理選集』全4巻 木川達爾,神保信一共編 第一法規出版 1967
- 『教育心理』小口忠彦共編著 学文社 1968 教育演習
- 『進路指導実践講座』第1-2 平塚益徳共編 文教書院 1968-69
- 『中学校観察指導の原理と方法』奥田真丈,堀久共編 明治図書出版 1969
- 『教育心理学』小口忠彦共編 1970 有斐閣双書
- 『ねばりづよい子に育てる』深川恒喜共編 国土社 1970 ホームライブラリー
- 『道徳教育の研究』編 自由書房 1971
- 『学校教育心理学』編 東京大学出版会 1972
- 『教育心理学』山下俊郎共編著 光生館 1973
- 『性教育をめぐる問題事例 こんなときどうするか』小此木啓吾,吉沢伝三郎共編著 学陽書房 1973
- 『最新生徒指導シリーズ』全5巻 内山喜久雄,間宮武共編集 日本図書文化協会 1974
- 『人間科学としての心理学』古畑和孝共編 サイエンス社 1978
- 『児童心理学』滝沢武久共編 サイエンス社 1980
- 『青年心理学』神保信一共編 サイエンス社 1980
- 『生活指導』高桑康雄共著 学芸図書 1985

## 翻訳
- アーサー・E.トラックスラー『ガイダンスの技術 ガイダンス計画におけるテスト・記録・指導助言』大塚三七雄共訳 同学社 1949-50
- S.W.スタンダール,R.J.コルシニ編『カウンセリングと心理療法』監訳 国土社 1964
- E.G.ウィリアムソン『カウンセリングの理論と実際』肥田野直共訳 民主教育協会 1964 IDE教育資料
- B.J.クラッティ『学力を育てるための活動的学習』沢田瑞也共訳 光生館 1973
- クルンボルツ,ソールセン『行動カウンセリング』中沢次郎共訳編 誠信書房 1974
- J.N.リーバーマン『「遊び方」の心理学 遊びの中にみる想像と創造性』沢田瑞也共訳 サイエンス社 1980 心理学叢書
- ヴィンセント F.カリア,レイモンド J.コルシニ編集『学校カウンセリングの実際』監訳 誠信書房 1981
- A.エリス『人間性主義心理療法 RET入門』橋口英俊共訳 サイエンス社 1983